# Евакуація 2
«Евакуація 2» (англ. Extraction 2) — художній фільм режисера Сема Харгрейва. В основі сценарію графічний роман «Ciudad» Анда Паркса, Джо Руссо, Ентоні Руссо, Фернандо Леон Гонсалеса та Еріка Скіллмана. Продовження фільму «Евакуація».
Кріс Хемсворт та Гольшіфте Фарахані знову виконали свої ролі.
Прем'єра фільму відбулась 16 червня 2023 року на Netflix, картина отримала загалом позитивні відгуки критиків, багато хто назвав продовження кращим за попередній фільм.

## Сюжет
Ледве виживши після своєї попередньої місії в Дацці, Бангладеш, Тайлер Рейк залишає службу найманця і переїжджає до будиночка в Австрії. Там до нього звертається незнайомець і просить врятувати сестру його колишньої дружини Мії Кетеван та її двох дітей — Сандро і Ніну. Всі троє наразі ув'язнені її чоловіком-гангстером Давітом Радіані у в'язниці Ткачірі в Грузії. Тайлер вербує Нік та Яза приєднатися до нього, і вони проникають до в'язниці. Давіт попереджає ув'язнених, які починають бунт. Під час визволення в'язнів Давіт нападає на Тайлера і Кетеван, внаслідок чого Тайлер змушений його вбити.
Тайлер і Кетеван змушені прориватися крізь бунт, але їм вдається втекти до своєї конспіративної квартири у Відні. Однак Сандро, який боготворить свого батька, таємно зв'язується зі своїм дядьком, старшим братом Давіта Зурабом, і розкриває їхнє місцезнаходження. Зураб і його люди вистежують Тайлера і команду до конспіративної квартири. У хаосі Сандро кидає матір і приєднується до Зураба. Команда тікає на одному з гелікоптерів Зураба, але Зураб вбиває Яза. Команда відступає до будинку Тайлера, де він і Кетеван возз'єднуються з Мією.
Тайлер вибачається перед Мією за те, що пішов на завдання перед тим, як їхній син помер від раку. Зураб зв'язується з Тайлером і просить зустрітися на сусідньому аеродромі. Тайлер знаходить Зураба і Сандро в церкві, причому на Сандро був одягнений вибуховий жилет. Зураб змушує Сандро взяти пістолет Тайлера, але Сандро, зрозумівши свою помилку, відмовляється стріляти в Тайлера. Тайлер б'ється і вбиває Зураба, але Нік залишається пораненою, коли поліція накриває церкву.
Після цього Нік і Тайлера ув'язнюють, а Міа повідомляє Тайлеру, що Кетеван і її дітей перевезли під програму захисту свідків. Вона каже Тайлеру, що їхній син помер з добрими спогадами про нього, і прощається з ним назавжди. Тайлера вивозять з в'язниці, щоб зустрітися з незнайомцем з самого початку, який приходить з іншою роботою. Тайлер не погоджується без Нік, але виявляється, що незнайомець вже привів Нік, знаючи, що Тайлер не піде без неї.

## У ролях
- Кріс Хемсворт — Тайлер Рейк, колишній боєць австралійського спецназу, який став найманцем.
- Гольшіфте Фарахані — Нік Хан, найманка і напарниця Тайлера[2].
- Адам Бесса — Яз Хан, член команди Нік, а також її брат
- Торніке Гогрічіані — Зураб
- Торніке Бзіава — Давіт
- Дато Бахтадзе — Авнтанділ
- Ольга Куриленко — Міа
- Тіна Далакішвілі — Кетеван
- Андро Япанідзе — Сандро, син Давіта та Кетеван
- Міріам та Марта Ковзіашвілі — Ніна, дочка Давіта та Кетеван
- Леван Сагінашвілі — Вахтанг
- Даніель Бернгардт — Констянтин
- Ідріс Ельба — Олкотт

Додатково режисер Сем Харгрейв знявся в епізодичній ролі могильника.

## Виробництво
Про початок роботи над проєктом стало відомо у травні 2020 року. Джо Руссо був залучений до написання сценарію майбутнього фільму. Сем Харгрейв зайняв режисерське крісло, а Кріс Хемсворт знову виконає головну роль. У грудні 2020 року брати Руссо заявили, що крім сіквела вони сподіваються розробити серію фільмів, дія яких відбуватиметься у світі Extraction, щоб не лише розвинути історію деяких персонажів, представлених у першому фільмі, а й потенційно запустити кінематографічний всесвіт. У січні 2021 року з'явилася інформація, що брати Руссо також розробляють історію походження Саджу, персонажа Рандіпа Худа.
Знімання розпочали 4 грудня 2021 року у Празі. Знімання сиквела мало розпочатися в Сіднеї ще у вересні 2021 року, але через обмеження пов'язані з пандемією COVID-19, виробництво перенесли до Праги. Подальше знімання розпочали у Відні, Австрія, 28 січня 2022 року і воно тривало до 14 лютого 2022 року. Сцени знімали в Donau City, неподалік від веж DC. 6 квітня 2022 року знімання офіційно завершили. Фільм було знято на камери ARRI ALEXA Mini LF із застосуванням тих самих стратегій довгого знімання, що й у першому фільмі. Повторне знімання фільму відбулося у Празі в листопаді 2022 року.

### Маркетинг
У вересні 2021 року компанія Netflix випустила тизер-трейлер майбутнього фільму, в якому було показано, що Хемсворт повернеться до ролі Тайлера Рейка.

## Реліз
Фільм Евакуація 2 вийшов на Netflix 16 червня 2023 року.

## Продовження
У червні 2023 року на фестивалі Netflix Tudum за підсумками року було оголошено, що «Евакуація 3» перебуває в розробці. Заявивши, що компанія розглядає «Евакуацію» як франшизу, було показано офіційний логотип. Кріс Гемсворт повернеться до ролі Тайлера Рейка, а режисером знову стане Сем Гаргрейв.